# Charly Gaul
Charly Gaul (Pfaffenthal, 8 dicembre 1932 – Lussemburgo, 6 dicembre 2005) è stato un ciclista su strada e ciclocrossista lussemburghese.
Professionista dal 1953 al 1963 e nel 1965, vinse i Giri d'Italia 1956 e 1959 e il Tour de France 1958. Si piazzò due volte terzo al Giro d'Italia (1958 e 1960) e al Tour de France (1955 e 1961), vincendo un totale di undici tappe nella corsa rosa e dieci tappe in quella francese. Aveva caratteristiche di scalatore ed era soprannominato "l'Angelo della montagna".

## Carriera

### Gli esordi e la vittoria del Giro d'Italia 1956
Nativo di Pfaffenthal, quartiere della capitale Lussemburgo, esordì nella categoria debuttanti nel 1949 e tra i dilettanti il 12 giugno 1950. Nella categoria dei "puri" ottenne venti vittorie in tre stagioni, facendo sua per due volte la Flèche du Sud.
Passato professionista il 3 maggio 1953 con la formazione francese Terrot-Hutchinson, in stagione fu secondo e miglior scalatore al Critérium du Dauphiné Libéré e sesto al campionato del mondo di Lugano, vinto da Fausto Coppi. Nel 1954 fu quarto e miglior scalatore al Critérium du Dauphiné Libéré e soprattutto terzo al campionato del mondo di Solingen, in Germania, preceduto da Louis Bobet e Fritz Schär. Si mise poi in evidenza anche l'anno dopo, al Tour de France 1955, conquistando il terzo gradino del podio finale e la classifica degli scalatori.
Nel 1956 al Giro d'Italia, in maglia Faema-Guerra, Gaul si aggiudicò, nelle prime due settimane di gara, la nona e la quindicesima frazione; l'8 giugno vinse quindi anche la ventesima tappa, che andava da Merano al Monte Bondone attraversando anche i passi del Rolle e del Brocon, sterrato. In una giornata da tregenda, caratterizzata da neve, vento e gelo, Gaul tagliò per primo il traguardo, arrivando però in uno stato di semicongelamento, tanto che, dopo essere stato tirato giù di peso dalla bicicletta, riuscì a proferir parola solo dopo essere stato immerso in una vasca d'acqua calda. Ben 44 degli 87 ciclisti partiti al mattino abbandonarono la corsa. Il secondo classificato di giornata, Alessandro Fantini, giunse con quasi 8 minuti di ritardo da Gaul; a dodici primi arrivò invece Fiorenzo Magni (il quale, avendo una spalla fratturata, reggeva il manubrio con un laccio stretto fra i denti), mentre la maglia rosa Pasquale Fornara si ritirò. Gaul risalì così in un sol giorno dal quattordicesimo posto in classifica, che occupava alla partenza della tappa, al primo e difese il primato nelle ultime due giornate di gara, fino all'arrivo di Milano. Proprio per onorare l'"eroica" tappa del Monte Bondone, nel 2006 fu istituita la granfondo La Leggendaria Charly Gaul Trento - Monte Bondone.

### 1957-1959: il successo al Tour de France e il secondo Giro
Nel 1957 al Giro d'Italia Gaul si impose nella cronometro di Bosco Chiesanuova e vestì la maglia rosa al termine della sedicesima tappa. Nella diciottesima frazione, con arrivo sul Monte Bondone, scivolò però dalla prima alla quarta piazza finale: confidando sul vantaggio in classifica, si fermò infatti a pisciare, venendo però proprio in quel momento attaccato e staccato dai rivali, Louis Bobet e Gastone Nencini in testa. Proprio Nencini gli strappò il primato, andando a vincere quel Giro; risultò vana la vittoria di tappa del lussemburghese l'indomani a Levico Terme.

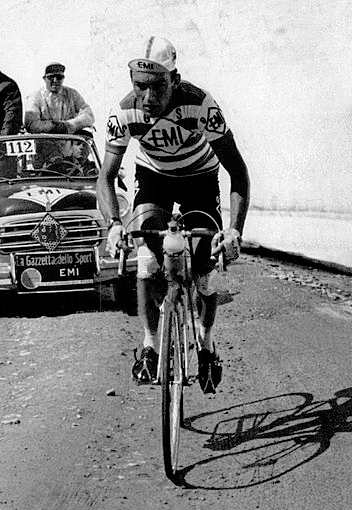
Charly Gaul al Giro d'Italia del 1959 mentre sale al Colle del Piccolo San Bernardo

Nel 1958, pur avendo ceduto il Giro d'Italia a Ercole Baldini concludendo al terzo posto, Gaul vinse il Tour de France. Il successo arrivò negli ultimi giorni di gara. Nella ventunesima tappa, da Briançon ad Aix-les-Bains (219 km, con cinque colli), Gaul attaccò subito sul primo colle, dando inizio a una lunga fuga solitaria e vincente. Non riuscì a prendere la maglia gialla, che andò all'italiano Vito Favero arrivato terzo, a oltre dieci minuti, ma due giorni dopo, vincendo la lunga cronometro da Besançon a Digione (suo terzo successo a cronometro in quella corsa, quarto complessivo), riuscì a vestire di giallo e a vincere il Tour.
Gaul vinse anche il Giro d'Italia 1959, imponendosi, come nella Grande Boucle 1958, con un'impresa epica. Era il 6 giugno 1959, penultima tappa del Giro, da Aosta a Courmayeur, e in testa alla classifica c'era Jacques Anquetil. Gaul, che già aveva indossato la maglia rosa per dodici giorni, andò all'attacco sul colle del Piccolo San Bernardo; il rivale andò invece in crisi, giungendo all'arrivo con un ritardo di nove minuti. Nella graduatoria finale Anquetil dovette accontentarsi del secondo posto, a 6 minuti e 12 secondi dal lussemburghese. L'anno dopo Gaul fu terzo al Giro d'Italia 1960, battuto da Anquetil e Nencini nonostante la vittoria di tappa a Bormio, e settimo al campionato del mondo del Sachsenring.

### Gli ultimi anni e il ritiro
Il 1961 fu per Gaul l'ultimo anno di successi a livello agonistico, con il terzo posto ottenuto al Tour de France e il quarto al Giro d'Italia. Ritiratosi nel 1963 a soli trent'anni, dopo aver vinto, l'anno prima, i campionati nazionali, tornò alle corse nel 1965 in maglia Lamot-Libertas, gareggiando anche alla Liegi-Bastogne-Liegi, ove giunse quattordicesimo. La sua carriera si concluse definitivamente quell'anno. Nel suo palmarès compaiono anche altre corse minori a tappe, come tre Tour de Luxembourg, un Circuit des 6 Provinces e un Tour du Sud-Est. Conquistò in totale sei titoli nazionali su strada.
Si cimentò anche nel ciclocross, assicurandosi, anche in tale specialità, due titoli nazionali; rappresentò il suo paese anche in alcune edizioni dei campionati del mondo di specialità.

## Dopo il ritiro
Dopo il ritiro si occupò senza successo della gestione di una birreria ed ebbe problemi di alcolismo, da cui riuscì però a risollevarsi. Fu assunto come dipendente del Museo dello sport del Lussemburgo. L'ultima occasione in cui apparve pubblicamente fu ai funerali del ciclista Marco Pantani, a Cesenatico. Da poco ricoverato all'ospedale di Lussemburgo per un'embolia polmonare, morì il 6 dicembre 2005, due giorni prima del suo settantatreesimo compleanno.

## Palmarès

### Strada
- 1950 (Dilettanti)

Prix Patton
Prix Robert Grzonka
- 1951 (Dilettanti)

Classifica generale Flèche du Sud
Prix Patton
1ª tappa Circuit des 12 Cantons
2ª tappa Circuit des 12 Cantons
3ª tappa, 2ª semitappa Circuit de 12 Cantons
4ª tappa Circuit de 12 Cantons
Classifica generale Circuit de 12 Cantos
1ª tappa Österreich-Rundfahrt
- 1953 (Dilettanti)

Classifica generale Flèche du Sud
- 1954

4ª tappa Tour de Luxembourg (Diekirch > Esch-sur-Alzette)
3ª tappa Circuit des 6 Provinces
Classifica generale Circuit des 6 Provinces
4ª tappa Critérium du Dauphiné Libéré (Annecy > Briançon)
- 1955

7ª tappa Tour du Sud-Est (Gap > Avignone)
Classifica generale Tour du Sud-Est
8ª tappa Tour de France (Thonon-les-Bains > Briançon)
17ª tappa Tour de France (Tolosa > Saint-Gaudens)
- 1956

9ª tappa Giro d'Italia (Pescara > Campobasso)
15ª tappa Giro d'Italia (Bologna > San Luca, cronometro)
20ª tappa Giro d'Italia (Merano > Trento/Monte Bondone)
Classifica generale Giro d'Italia
2ª tappa Tour de Luxembourg (Lussemburgo > Diekirch)
Classifica generale Tour de Luxembourg
Campionato lussemburghese, Prova in linea
4ª tappa, 1ª semitappa Tour de France (Circuit des Essarts, cronometro)
18ª tappa Tour de France (Torino > Grenoble)
- 1957

2ª tappa, 2ª semitappa Tour de Luxembourg (Differdange > Differdange, cronometro)
2ª tappa Giro d'Italia (Verona > Bosco Chiesanuova, cronometro)
19ª tappa Giro d'Italia (Trento > Levico Terme)
Campionato lussemburghese, Prova in linea
- 1958

Le Mont Faron - Chrono
Grand Prix Forteresse
3ª tappa Grand Prix des Cigarettes Bali
Le Bettex (corsa in salita)
14ª tappa Giro d'Italia (San Marino > San Marino, cronometro)
8ª tappa Tour de France (Circuit de Châteaulin, cronometro)
18ª tappa Tour de France (Bédoin > Mont Ventoux, cronometro)
21ª tappa Tour de France (Briançon > Aix-les-Bains)
23ª tappa Tour de France (Besançon > Digione, cronometro)
Classifica generale Tour de France
- 1959

7ª tappa, 1ª semitappa Gran Premio Ciclomotoristico (Catania > Caltagirone)
Le Bettex (corsa in salita)
3ª tappa Giro d'Italia (Salsomaggiore > Abetone)
7ª tappa Giro d'Italia (Boscoreale > Vesuvio, cronometro)
21ª tappa Giro d'Italia (Aosta > Courmayeur)
Classifica generale Giro d'Italia
Classifica generale Tour de Luxembourg
Campionato lussemburghese, Prova in linea
17ª tappa Tour de France (Saint-Étienne > Grenoble)
- 1960

Le Bettex (corsa in salita)
20ª tappa Giro d'Italia (Trento > Bormio)
Campionato lussemburghese, Prova in linea
- 1961

20ª tappa Giro d'Italia (Trento > Bormio)
3ª tappa Tour de Luxembourg (Bettembourg > Bettembourg)
Classifica generale Tour de Luxembourg
Campionato lussemburghese, Prova in linea
9ª tappa Tour de France (Saint-Étienne > Grenoble)
- 1962

Campionato lussemburghese, Prova in linea

#### Altri successi
- 1952

Classifica scalatori Österreich-Rundfahrt
- 1953

Classifica scalatori Critérium du Dauphiné Libéré
- 1954

Classifica scalatori Critérium du Dauphiné Libéré
- 1955

Classifica scalatori Tour de France
- 1956

Trofeo Dolomiti Giro d'Italia
Classifica scalatori Gran Premio Ciclomotoristico
Classifica scalatori Tour de France
- 1959

Classifica scalatori Giro d'Italia
- 1961

Classifica scalatori Tour de Luxembourg

### Cross
- 1954

Campionato lussemburghese
- 1955

Ciclocross di Dippach
- 1956

Ciclocross di Kopstal
Ciclocross di Bettembourg
Ciclocross di Limpertsberg
Ciclocross di Colmar-Berg
- 1957

Ciclocross di Bissen
Ciclocross di Schuttrange
Ciclocross di Kopstal
Ciclocross di Colmar-Berg
Ciclocross di Ettelbruck
- 1958

Ciclocross di Alzingen
- 1960

Ciclocross di Muhlenbach
- 1962

Campionato lussemburghese

## Piazzamenti

### Grandi Giri
- Giro d'Italia

1956: vincitore
1957: 4º
1958: 3º
1959: vincitore
1960: 3º
1961: 4º
1962: ritirato
- Tour de France

1953: ritirato (6ª tappa)
1954: ritirato (12ª tappa)
1955: 3º
1956: 13º
1957: ritirato (2ª tappa)
1958: vincitore
1959: 12º
1961: 3º
1962: 9º
1963: ritirato (16ª tappa)
- Vuelta a España

1960: ritirato

### Classiche monumento
- Milano-Sanremo

1957: 125º
1959: 35º
- Liegi-Bastogne-Liegi

1965: 14º
- Giro di Lombardia

1962: ritirato

### Competizioni mondiali
- Campionati del mondo

Lugano 1953 - In linea: 6º
Solingen 1954 - In linea: 3º
Waregem 1957 - In linea: 26º
Reims 1958 - In linea: ritirato
Zandvoort 1959 - In linea: non partito
Karl-Marx-Stadt 1960 - In linea: 7º
Berna 1961 - In linea: ritirato
Salò 1962 - In linea: 26º
- Campionati del mondo di ciclocross

Crenna 1954: ritirato
Saarbrücken 1955: 13º
Lussemburgo 1956: 5º
Esch-sur-Alzette 1962: 5º

## Riconoscimenti
- Sportivo lussemburghese dell'anno nel 1954, 1955, 1956 e 1958
- Trophée Edmond Gentil nel 1958
- La leggendaria Charly Gaul, gara ciclistica Trento-Monte Bondone, dedicatagli dal Comune di Trento dal 2006
- Gli fu intitolata la stessa salita del Monte Bondone